# 西城街道 (乌苏市)
西城街道是中华人民共和国新疆维吾尔自治区塔城地区乌苏市下辖的一个街道办事处。

## 行政区划
西城街道下辖以下村级行政区划单位：
物流园社区。